# Ващенко-Захарченко, Вера Николаевна
Вера Николаевна Ващенко-Захарченко (в девичестве — Мельницкая; 19 марта (31 марта по новому стилю) 1840, Заречье, Вышневолоцкий уезд, Тверская губерния — 2 августа (14 августа по новому стилю) 1895, Киев) — русский меценат и педагог, основательница и директор Первой частной женской гимназии в Российской империи, учреждённой в городе Киеве.
Супруга известного математика, тайного советника Михаила Егоровича Ващенко-Захарченко.

## Биография
Вера Николаевна Ващенко-Захарченко родилась 19 марта (31 марта по новому стилю) 1840 года в семье помещика села Заречье Вышневолоцкого уезда Тверской губернии. Ее отец поручик Николай Терентьевич Мельницкий происходил из древнего русского дворянского рода. Мать Елизавета Карловна (урожд. Услар), была по рождению немецкой баронессей. У супругов было 14 детей, среди них Вера была самой старшей.
До 10 лет девочка жила в имении родителей. Ее воспитанием и обучением занималась мать. Благодаря домашнему образованию Вера Николаевна с детства свободно владела русским, немецким и французским языками.
В 1850-м году Вера Николаевна поступила в Санкт-Петербургское училище ордена святой Екатерины (Екатерининский институт) — закрытое привилегированное учреждение для детей из дворянских семей. Сначала училась за свой счет. Но уже через год за успехи в учёбе Веру Николаевну перевели на государственное обеспечение.
В 1856-м году, вернувшись из столицы домой с аттестатом об окончании Екатериненского института с отличием, Вера Николаевна стала помогать матери в обучении младших братьев и сестёр. В 18 лет Вера Николаевна покинула родительский дом и заняла должность учительницы французского языка в Вышневолоцкой женской гимназии, проработав в ней неполных три года.
В 1860-м году, узнав о вакантном месте классной дамы в Киевском институте благородных девиц, 20-летняя Вера отправилась в Киев. 11 лет (с июля 1860 по апрель 1871 года) она посвятила воспитательной работе в институте, принадлежавшем к тому же типу учебных заведений, который она окончила сама.
Весной 1871 года Вера Николаевна уволилась из института в связи с женитьбой. Ее мужем стал профессор Киевского университета Михаил Егорович Ващенко-Захарченко, в 1862—1864 годах преподававший в Киевском институте благородных девиц курсы физики и космографии. По смерти первой жены Михаил Егорович воспитывал трёх сыновей-подростков и маленькую дочь. Именно они на время стали центром внимания Веры Ващенко-Захарченко.
Через семь лет после женитьбы, когда приемные сыновья закончили гимназию, дочь достигла школьного возраста, а собственные дети Веры Николаевны от Михаила Егоровича (мальчик шести и девочка пяти лет) начали овладевать грамотой, она решила основать частную женскую гимназию. Открытие первых пяти классов нового учебного заведения состоялось 14 сентября 1878 года (VI класс начал функционировать с 1879 года, VII класс — с 1880 года, VIII педагогический класс — с 1881 года). Гимназия вместе с пансионом размещалась на углу Бибиковского бульвара (ныне — бульвар Тараса Шевченко) и улицы Афанасьевской (позднее — Нестеровская, ныне — улица Ивана Франко). Хотя выбранное здание определенным образом уже было приспособлено для осуществления учебного процесса (ранее в нем располагалась Киевская мужская гимназия), супруги Ващенко-Захарченко пошли на значительные материальные затраты для обустройства помещений с учётом собственных представлений о нуждах нового образовательного учреждения.
Вера Николаевна Ващенко-Захарченко ушла из жизни 2 августа (14 августа по новому стилю) 1895 года.
В 1897 году на могиле Ващенко-Захарченко в Выдубицком монастыре на средства близких друзей и родственников, а также благодарных девиц был установлен памятник в форме пирамиды из камня лабрадор; у ее подножия был размещён ангел из белого мрамора, на могиле были написаны строчки из Алексея Плещеева: «Блаженны вы, кому дано: Посеять в юные сердца: Любовь и истины зерно». Захоронение безвозвратно утрачено в пер. пол. XX-ого века.